# Mohamed Kasem
Mohamed Kasem, (* 3. ledna 1993) je syrský zápasník–judista. V roce 2016 se účastnil olympijských hrách v Riu na základě humanitárního projektu Mezinárodního olympijské výboru na podporu válkou zmítané Sýrie.